# Sergej Tsjadajev
Sergej Tsjadajev (Russisch: Сергей Чадаев) (Leningrad, 7 juli 1987) is een voormalig Russisch langebaanschaatser. Zijn specialiteit is de sprint: 500 en 1000 meter.
In het seizoen 2008-2009 debuteerde Tsjadajev in de wereldbeker, waarna hij later in het seizoen ook nog mee mocht doen aan de Wereldkampioenschappen afstanden, hij eindigde op de 19e plaats op de 500 meter. Op 22 januari 2011 maakte hij zijn debuut op het WK Sprint in Thialf, hij werd 28e.

## Persoonlijke records
| Afstand      | Tijd     | Datum            | Baan           |
| ------------ | -------- | ---------------- | -------------- |
| 500 meter    | 35,40    | 28 februari 2009 | Salt Lake City |
| 1000 meter   | 1.10,51  | 28 februari 2009 | Salt Lake City |
| 1500 meter   | 1.49,99  | 23 maart 2008    | Kolomna        |
| 3000 meter   | 4.05,52  | 3 november 2007  | Kolomna        |
| 5000 meter   | 7.18,37  | 3 februari 2007  | Kolomna        |
| 10.000 meter | 16.21,18 | 5 december 2007  | Tsjeljabinsk   |

## Resultaten
| Jaar | WK afstanden | WK sprint            | Wereldbeker        |
| ---- | ------------ | -------------------- | ------------------ |
| 2009 | 19e 500m     |                      | 26e 500m 42e 1000m |
| 2010 |              |                      | 51e 500m           |
| 2011 |              | NC28 (24, 24, 25, -) | 38e 500m 34e 1000m |

- = geen deelname
NC# = niet gekwalificeerd voor de laatste afstand, maar wel als # geklasseerd in de eindrangschikking
(#, #, #, #) = afstandspositie op sprinttoernooi (500m, 1000m, 500m, 1000m).